# Fly (ruta)

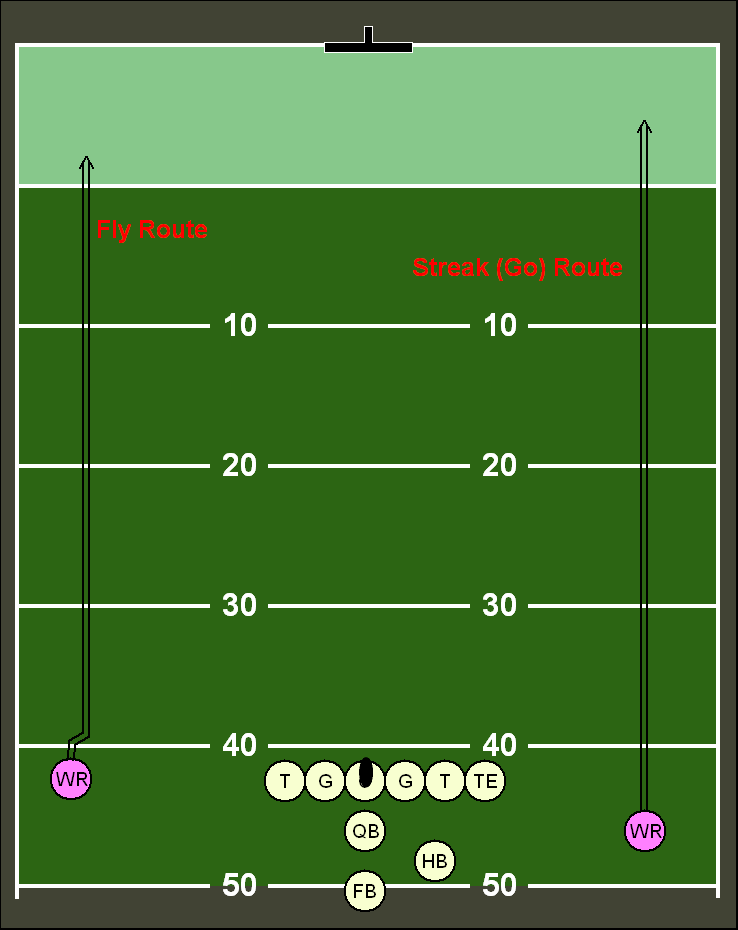
Esquema de una ""ruta fly" o "ruta recta".

Una ruta Fly, también llamada ruta recta en fútbol americano, es un patrón seguido por un receptor, el cual corre de manera recta hacia la zona de anotación. El objetivo de ese patrón definido es dejar atrás a cualquier defensive back para atrapar un pase "indefendible" mientras corre sin ser tocado para anotar un touchdown. Generalmente, el receptor más veloz del equipo o cualquier receptor que sea más rápido que el hombre que va a cubrirlo correrá estas rutas.
Las rutas Fly también pueden ser usadas para abrir espacios para otros receptores. Generalmente, un patrón Fly jalará tanto al cornerback asignado como a un safety el cual tratará de ayudar. Esto creará una gran brecha en la cobertura, permitiendo que otro receptor haga una ruta más corta, pero después ganar muchas más yardas ya que el safety estará cubriendo al receptor corriendo en lo profundo del campo de juego.
La famosa jugada "Hail Mary" generalmente involucra entre tres y cinco receptores, todos corriendo rutas Fly para tener más oprtunidades de que uno de ellos atrape el balón anotando o cuando menos gane una cantidad significante de yardas. 
El primer Hail Mary exitoso en la NFL, fue el que tiró el quarterback de Dallas Roger Staubach al wide receiver Drew Pearson en los playoffs de la NFC de 1975 contra los Minnesota Vikings.